# Irina Sokołowskaja
Irina Borisowna Sokołowskaja (ros. Ирина Борисовна Соколовская; ur. 3 stycznia 1983 w Wołogdzie) – rosyjska koszykarka, występująca na pozycjach niskiej lub silnej skrzydłowej, reprezentantka kraju, multimedalistka międzynarodowych imprez koszykarskich.

## Osiągnięcia
Stan na 29 listopada 2022, na podstawie, o ile nie zaznaczono inaczej.

### Drużynowe
- Mistrzyni Eurocup (2013, 2014)[3][4]
- Wicemistrzyni:
  - Euroligi (2011)[5]
  - Superpucharu Europy FIBA (2013)[6]
  - Rosji (2008, 2011)
- 3. miejsce Eurolidze (2015)
- Brąz mistrzostw Rosji (2001)
- Zdobywczyni Pucharu Rosji (2008)

### Reprezentacja
Seniorska
- Mistrzyni Europy (2007)[7]
- Wicemistrzyni Europy (2005)[8]
- Brązowa medalistka olimpijska (2008)[9][10][11][12]
- Uczestniczka:
  - świata (2010 – 7. miejsce)[13]
  - turnieju FIBA Diamond Ball (2008 – 5. miejsce)[14]
  - kwalifikacji do Eurobasketu (2015)

Młodzieżowe
- Mistrzyni Europy U–18 (2000)[15]
- Wicemistrzyni świata U–19 (2001)[16]
- Uczestniczka mistrzostw:
  - świata U–21 (2003 – 6. miejsce)[17]
  - Europy U–16 (1999 – 4. miejsce)[18]